# Elly Akira
Elly Akira (en japonés: 晶エリー; romanizado: Akira Erī) (La Meca, 25 de enero de 1986), nacida como Fareeza Terunuma, es el nombre artístico de una actriz pornográfica y AV Idol, modelo erótica, gravure idol y fotógrafa japonesa. Participó en el modelaje profesional con los nombres Yuka Osawa e Hitomi Nishikawa. Fue una intérprete muy prolífica en la industria audiovisual, habiendo grabado la mayoría de sus escenas, algo más de 900, para DMM.

## Biografía
Nació en Arabia Saudí de madre japonesa y padre sirio, siendo la segunda de tres hijas del matrimonio. Aunque nacida en un país fundamentalista, creció en Tokio (Japón) y no fue criada con el sentido islámico de moralidad que podría considerar prohibido que las mujeres mostraran su rostro o cuerpo (haram).
Comenzó su carrera audiovisual en julio de 2005 bajo el nombre de Yuka Osawa con el video First Flower (Debut) - Yuka Osawa para los estudios Kuki. Un año después fichó por el estudio S1 No. 1 Style. Sin embargo, después de algunas películas, se convirtió en actriz independiente (kikatan) que trabajó con otros estudios, como Dogma o Natural High.
Akira hizo su debut en el género softcore de las películas Pinky Violence en 2007, apareciendo en tres títulos dirigidos por Yutaka Ikejima, entre ellos Fascinating Woman: The Temptation of Creampie, nombrada Mejor Película en el octavo lugar en la 20.ª edición de los Pink Grand Prix. Por su trabajo en esta película, Akira recibió uno de los premios a Mejor actriz revelación.
En mayo de 2008, protagonizó Naked Continent 4, la cuarta entrada más vendida de la controvertida serie producida por el estudio de AV Soft On Demand. En los AV Grand Prix Awards 2009, Akira (como Yuka Osawa) se llevó dos premios principales, el Digital Sales Award por su video Vomit Enema Ecstasy X, coprotagonizado por Mayura Hoshitsuki para el estudio Dogma, y un segundo premio, al Mejor Lovely por su trabajo en solitario Tera-Dick (Real Creampie Absolute Angel).
En 2009, cambió su nombre a Elly Akira y tuvo papeles en películas convencionales como el drama Yoko Namino: On Special Assignment, dirigida por Yūji Tajiri y estrenada en Japón el 18 de septiembre de 2009, o When You Love and When You Are Loved de Love & Eros, estrenada en octubre de 2010. En marzo de ese año fue una de las cinco actrices nominadas como Mejor actriz en los Adult Broadcasting Awards.
Akira estuvo presente en enero de 2011 para el lanzamiento de una nueva gama, ATOM, del sello Soft On Demand. El 19 de noviembre de 2011, protagonizó W Monster - Golden Showers Anal And Creampies junto con la también actriz pornográfica y AV Idol internacional Marica Hase.
En 2012, el minorista de videos DMM celebró una votación por su 30.º aniversario como distribuidora de videos para adultos en Japón para determinar las mejores actrices. Akira fue seleccionada como una de las 100 mejores actrices AV de todos los tiempos, quedando en el puesto n.º 55. También en 2012, interpretó a una ninja (kunoichi) en la película de época de acción Kunoichi shokei jin gōmon jigoku tabi, que llegó a los cines en el mes de junio.
Akira se retiró de la actuación a finales de 2012, haciendo unas pocas apariciones puntuales en 2014 y 2015 para el estudio Moodyz. Después de pasar un tiempo fuera de la industria, Akira anunció su regreso en julio de 2019 en su nueva cuenta de Twitter con su película de regreso coprotagonizada por la famosa actriz AV Yui Hatano.
Akira debutó como fotógrafa en 2008 con su nombre de nacimiento, Fareeza Terunuma, y en 2009 apareció como tema de su propia exposición en la 12.ª Feria de Arte Geisai. Como artista de performance, estaba vestida como un inodoro rodeada de una serie de autorretratos. Su exhibición ganó el premio Lily Franky.
Como Terunuma, realizó una exposición fotográfica en Tokio entre mayo y junio de 2009, y, más tarde ese año, en noviembre, formó parte de un grupo de artistas reconocidos que fueron invitados a diseñar camisetas para recaudar fondos para la víctimas del tifón Morakot. La empresa, 1NCOMING Aid, fue patrocinada por la revista de Taiwán 1NCOMING y la boutique taiwanesa Greystone Arsenal. Akira viajó a la tienda para una sesión de autógrafos para promover la empresa. En septiembre de 2010, tuvo una exposición individual en la Vanilla Gallery en Ginza, y también tuvo su propia muestra de arte en el Artcomplex Center de Tokio (ACT) en noviembre de 2010.
La editorial japonesa East Press publicó un volumen de sus fotografías en diciembre de 2011 bajo el título Shokuyoku to seiyoku: Terunuma farīza no wandārando. La combinación de arte, comida y deseo sexual de su trabajo fue comentada en la exposición "EAT ART" en la galería Design Festa en Tokio.
Viajó a Taiwán nuevamente en agosto de 2012 para una exhibición de su obra de arte en Taipéi y Tainan.